# アイダホ州選出のアメリカ合衆国下院議員
以下は、アイダホ州選出のアメリカ合衆国下院議員の一覧である。

## アイダホ準州選出議員
| 議会                         | 氏名                                                 |
| ---------------------------- | ---------------------------------------------------- |
| 第38議会 （1863年 - 1865年） | ウィリアム・ウォーレス（共和党）                     |
| 第39議会 （1865年 - 1867年） | エドワード・デクスター・ホルブルック（民主党）       |
| 第40議会 （1867年 - 1869年） | エドワード・デクスター・ホルブルック（民主党）       |
| 第41議会 （1869年 - 1871年） | ジェイコブ・K・シェイファー（民主党）                |
| 第42議会 （1871年 - 1873年） | サミュエル・オーガスタス・メリット（民主党）         |
| 第43議会 （1873年 - 1875年） | ジョン・ヘイリー（民主党）                           |
| 第44議会 （1875年 - 1877年） | トマス・W・ベネット （無所属）                       |
| 第44議会 （1875年 - 1877年） | スティーヴン・サウスミッド・フェン（民主党）         |
| 第45議会 （1877年 - 1879年） |                                                      |
| 第46議会 （1879年 - 1881年） | ジョージ・エインズリー（民主党）                     |
| 第47議会 （1881年 - 1883年） | ジョージ・エインズリー（民主党）                     |
| 第48議会 （1883年 - 1885年） | セオドア・フリーリングハイゼン・シンジサー（共和党） |
| 第49議会 （1885年 - 1887年） | ジョン・ヘイリー（民主党）                           |
| 第50議会 （1887年 - 1889年） | フレッド・トマス・デュボイス（共和党）               |
| 第51議会 （1889年 - 1891年） | フレッド・トマス・デュボイス（共和党）               |

## アイダホ州選出下院議員

### 1890年 - 1919年：全州選挙区
1890年以来、アイダホ州は全州選挙区の1議席を有していた。1913年、同州には同じく全州選挙区の1議席が追加された。
| 議会                         | 全州区                              | 全州区                        |
| 議会                         | [[アイダホ州at-large district       | [[アイダホ州at-large district |
| ---------------------------- | ----------------------------------- | ----------------------------- |
| 第51議会 （1889年 - 1891年） | ウィリス・スウィート（共和党）      |                               |
| 第52議会 （1891年 - 1893年） | ウィリス・スウィート（共和党）      |                               |
| 第53議会 （1893年 - 1895年） | ウィリス・スウィート（共和党）      |                               |
| 第54議会 （1895年 - 1897年） | エドガー・ウィルソン（共和党）      |                               |
| 第55議会 （1897年 - 1899年） | ジェイムズ・ガン （人民党）         |                               |
| 第56議会 （1899年 - 1901年） | エドガー・ウィルソン （銀共和党）   |                               |
| 第57議会 （1901年 - 1903年） | トマス・グレン （人民党）           |                               |
| 第58議会 （1903年 - 1905年） | バートン・フレンチ（共和党）        |                               |
| 第59議会 （1905年 - 1907年） | バートン・フレンチ（共和党）        |                               |
| 第60議会 （1907年 - 1909年） | バートン・フレンチ（共和党）        |                               |
| 第61議会 （1909年 - 1911年） | トマス・レイ・ハマー（共和党）      |                               |
| 第62議会 （1911年 - 1913年） | バートン・フレンチ（共和党）        |                               |
| 第63議会 （1913年 - 1915年） | バートン・フレンチ（共和党）        | アディソン・スミス（共和党）  |
| 第64議会 （1915年 - 1917年） | ロバート・M・マクラッケン（共和党） | アディソン・スミス（共和党）  |
| 第65議会 （1917年 - 1919年） | バートン・フレンチ（共和党）        | アディソン・スミス（共和党）  |

### 1919年 - 現在：2選挙区
| 議会                          | 選挙区                                  | 選挙区                               |
| 議会                          | アイダホ州1区                           | アイダホ州2区                        |
| ----------------------------- | --------------------------------------- | ------------------------------------ |
| 第66議会 （1919年 - 1921年）  | バートン・フレンチ（共和党）            | アディソン・スミス（共和党）         |
| 第67議会 （1921年 - 1923年）  | バートン・フレンチ（共和党）            | アディソン・スミス（共和党）         |
| 第68議会 （1923年 - 1925年）  | バートン・フレンチ（共和党）            | アディソン・スミス（共和党）         |
| 第69議会 （1925年 - 1927年）  | バートン・フレンチ（共和党）            | アディソン・スミス（共和党）         |
| 第70議会 （1927年 - 1929年）  | バートン・フレンチ（共和党）            | アディソン・スミス（共和党）         |
| 第71議会 （1929年 - 1931年）  | バートン・フレンチ（共和党）            | アディソン・スミス（共和党）         |
| 第72議会 （1931年 - 1933年）  | バートン・フレンチ（共和党）            | アディソン・スミス（共和党）         |
| 第73議会 （1933年 - 1935年）  | コンプトン・ホワイト（民主党）          | トマス・コフィン（民主党）           |
| 第74議会 （1935年 - 1937年）  | コンプトン・ホワイト（民主党）          | D・ワース・クラーク（民主党）        |
| 第75議会 （1937年 - 1939年）  | コンプトン・ホワイト（民主党）          | D・ワース・クラーク（民主党）        |
| 第76議会 （1939年 - 1941年）  | コンプトン・ホワイト（民主党）          | ヘンリー・C・ドワシャーク（共和党）  |
| 第77議会 （1941年 - 1943年）  | コンプトン・ホワイト（民主党）          | ヘンリー・C・ドワシャーク（共和党）  |
| 第78議会 （1943年 - 1945年）  | コンプトン・ホワイト（民主党）          | ヘンリー・C・ドワシャーク（共和党）  |
| 第79議会 （1945年 - 1947年）  | コンプトン・ホワイト（民主党）          | ヘンリー・C・ドワシャーク（共和党）  |
| 第80議会 （1947年 - 1949年）  | エイブ・ゴフ（共和党）                  | ジョン・C・サンボーン（共和党）      |
| 第81議会 （1949年 - 1951年）  | コンプトン・ホワイト（民主党）          | ジョン・C・サンボーン（共和党）      |
| 第82議会 （1951年 - 1953年）  | ジョン・ウッド（共和党）                | ハマー・H・バッジ（共和党）          |
| 第83議会 （1953年 - 1955年）  | グレーシー・ポスト（民主党）            | ハマー・H・バッジ（共和党）          |
| 第84議会 （1955年 - 1957年）  | グレーシー・ポスト（民主党）            | ハマー・H・バッジ（共和党）          |
| 第85議会 （1957年 - 1959年）  | グレーシー・ポスト（民主党）            | ハマー・H・バッジ（共和党）          |
| 第86議会 （1959年 - 1961年）  | グレーシー・ポスト（民主党）            | ハマー・H・バッジ（共和党）          |
| 第87議会 （1961年 - 1963年）  | グレーシー・ポスト（民主党）            | ラルフ・R・ハーディング（民主党）    |
| 第88議会 （1963年 - 1965年）  | コンプトン・ホワイト・ジュニア (民主党) | ラルフ・R・ハーディング（民主党）    |
| 第89議会 （1965年 - 1967年）  | コンプトン・ホワイト・ジュニア (民主党) | ジョージ・V・ハンセン（共和党）      |
| 第90議会 （1967年 - 1969年）  | ジム・マクルーア（共和党）              | ジョージ・V・ハンセン（共和党）      |
| 第91議会 （1969年 - 1971年）  | ジム・マクルーア（共和党）              | オーヴァル・H・ハンセン（共和党）    |
| 第92議会 （1971年 - 1973年）  | ジム・マクルーア（共和党）              | オーヴァル・H・ハンセン（共和党）    |
| 第93議会 （1973年 - 1975年）  | スティーブ・シムズ（共和党）            | オーヴァル・H・ハンセン（共和党）    |
| 第94議会 （1975年 - 1977年）  | スティーブ・シムズ（共和党）            | ジョージ・V・ハンセン（共和党）      |
| 第95議会 （1977年 - 1979年）  | スティーブ・シムズ（共和党）            | ジョージ・V・ハンセン（共和党）      |
| 第96議会 （1979年 - 1981年）  | スティーブ・シムズ（共和党）            | ジョージ・V・ハンセン（共和党）      |
| 第97議会 （1981年 - 1983年）  | ラリー・クレイグ（共和党）              | ジョージ・V・ハンセン（共和党）      |
| 第98議会 （1983年 - 1985年）  | ラリー・クレイグ（共和党）              | ジョージ・V・ハンセン（共和党）      |
| 第99議会 （1985年 - 1987年）  | ラリー・クレイグ（共和党）              | リチャード・ストーリングス（民主党） |
| 第100議会 （1987年 - 1989年） | ラリー・クレイグ（共和党）              | リチャード・ストーリングス（民主党） |
| 第101議会 （1989年 - 1991年） | ラリー・クレイグ（共和党）              | リチャード・ストーリングス（民主党） |
| 第102議会 （1991年 - 1993年） | ラリー・ラロッコ（民主党）              | リチャード・ストーリングス（民主党） |
| 第103議会 （1993年 - 1995年） | ラリー・ラロッコ（民主党）              | マイク・クレイポー（共和党）         |
| 第104議会 （1995年 - 1997年） | ヘレン・チェノウェス（共和党）          | マイク・クレイポー（共和党）         |
| 第105議会 （1997年 - 1999年） | ヘレン・チェノウェス（共和党）          | マイク・クレイポー（共和党）         |
| 第106議会 （1999年 - 2001年） | ヘレン・チェノウェス（共和党）          | マイク・シンプソン（共和党）         |
| 第107議会 （2001年 - 2003年） | ブッチ・オッター（共和党）              | マイク・シンプソン（共和党）         |
| 第108議会 （2003年 - 2005年） | ブッチ・オッター（共和党）              | マイク・シンプソン（共和党）         |
| 第109議会 （2005年 - 2007年） | ブッチ・オッター（共和党）              | マイク・シンプソン（共和党）         |
| 第110議会 （2007年 - 2009年） | ウィリアム・サリ（共和党）              | マイク・シンプソン（共和党）         |
| 第111議会 （2009年 - 2011年） | ウォルト・ミニック（民主党）            | マイク・シンプソン（共和党）         |
| 第112議会 （2011年 - 2013年） | ラウル・ラブラドール（共和党）          | マイク・シンプソン（共和党）         |
| 第113議会 （2013年 - 2015年） | ラウル・ラブラドール（共和党）          | マイク・シンプソン（共和党）         |
| 第114議会 （2015年 - 2017年） | ラウル・ラブラドール（共和党）          | マイク・シンプソン（共和党）         |
| 第115議会 （2017年 - 2019年） | ラウル・ラブラドール（共和党）          | マイク・シンプソン（共和党）         |
| 第116議会 （2019年 - 2021年） | ラス・フルチャー（共和党）              | マイク・シンプソン（共和党）         |
| 第117議会 （2021年 - 2023年） | ラス・フルチャー（共和党）              | マイク・シンプソン（共和党）         |